# Nagroda Pretnara
Nagroda Pretnara (słow. Pretnarjeva nagrada) – słoweńska nagroda przyznawana od 2004 roku.

## Historia
Tone Pretnar był słoweńskim teoretykiem literatury, poetą, lektorem języka słoweńskiego, tłumaczem literatur słowiańskich. Zmarł w Katowicach (gdzie prowadził wykłady w Instytucie Slawistyki Uniwersytetu Śląskiego) w 1992 roku. Nagroda jest przyznawana od 2004 roku podczas corocznego spotkania pisarzy w willi Herberstein w Velenje. Od 2008 roku jest w tym czasie organizowany międzynarodowy festiwal Lirikonfest w Velenje, którego głównym sponsorem była Javne agencije za knjigo Republike Slovenije i Urząd Miasta Velenje. Nagrodzeni otrzymują tytuł „ambasadora kultury słoweńskiej”. Nagrodę otrzymało 3 Polaków (do 2025 roku). W 2007 roku przyznano ją Bożenie i Emilowi Tokarzom. Emil Tokarz napisał z Tone Pretnarem pierwszy podręcznik do nauki języka słoweńskiego dla Polaków.

## Laureaci
- Ludwig Hartinger (Austria, 2004)[4]
- František Benhart (Czechy, 2005)[2]
- Gancho Savov (Bułgaria, 2006)[2]
- Bożena i Emil Tokarz (Polska, 2007)[5]
- Kari Klemelä (Finlandia, 2008)[2]
- Matjaž Kmecl i Andrej Rozman (Słowenia, 2009)[2]
- Nadieżda Starikowa (Rosja, 2010)[2]
- Peter Scherber (Niemcy, 2011)[2]
- Evgen Bavčar (Słowenia/ Francja ) i Orsolya Gallos (Węgry, 2012)[2]
- Nikolë Berishaj (Albania, 2013)[2]
- Zdravko Kecman (Bośnia i Hercegowina/Republika Serbska, 2014)[2]
- Karol Chmel (Słowacja, 2015)[2]
- Zvonko Kovač (Chorwacja, 2016)[2]
- Joanna Pomorska (Polska, 2017)[2]
- Peter Kuhar i Lenka Kuhar Daňhelová (Czechy/Słowenia, 2018)[2]
- Metka Lokar (Słowenia/Chiny, 2019)[2]
- Miran Hladnik (Słowenia, 2020)[2]
- Aleš Šteger (Słowenia, 2021)[2]
- Matthias Göritz (Niemcy, 2022)[2]
- Kozma Ahačič (Słowenia, 2023)[6]
- Miran Košuta (Słowenia, 2024)[7]